# Fukue
 (août 2023).
Si vous disposez d'ouvrages ou d'articles de référence ou si vous connaissez des sites web de qualité traitant du thème abordé ici, merci de compléter l'article en donnant les références utiles à sa vérifiabilité et en les liant à la section « Notes et références ».
Fukue (福江市, Fukue-shi) était une ville japonaise de la préfecture de Nagasaki.
En 2003, la ville avait une population estimée à 26.886 habitants et une densité de 170.01 hab/km2. La superficie totale est de 158,14 km2.
La ville a été fondée le 1er avril 1954. Elle a fusionné le 1er août 2004 avec les bourgs de Kishiku, Miiraku, Naru, Tamanoura et Tomie, issus du district de Minamimatsuura, pour former la nouvelle ville de Gotō.  